# Corignac
Corignac település Franciaországban, Charente-Maritime megyében. Lakosainak száma 328 fő (2022. január 1.). Corignac Bussac-Forêt, Chepniers, Jussas, Montendre és Donnezac községekkel határos.

## Népesség
A település népességének változása:
| Lakosok száma | 194  | 211  | 230  | 321  | 372  | 374  | 360  | 348  | 333  | 328  |
|               | 1968 | 1982 | 1990 | 2006 | 2013 | 2015 | 2017 | 2019 | 2020 | 2022 |